# Tira (Israel)

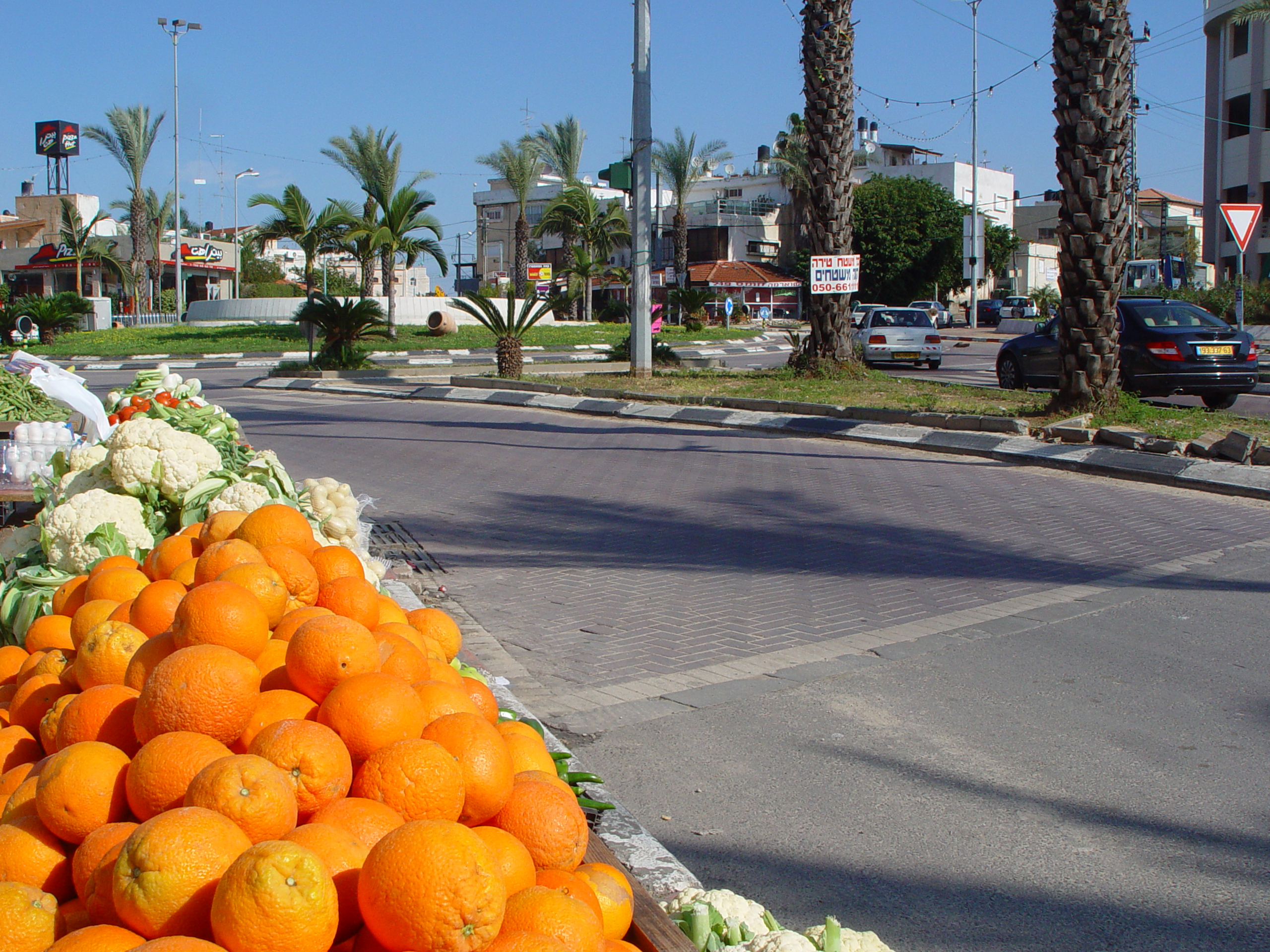
Entrada sul de Tira.￼Ajuda

Tira (em árabe: الطـّيرة al-Tira, em hebraico:  טִירָה) é uma cidade de Israel, no distrito Central, com vinte um mil e quinhentos (21.500) habitantes.

## Geminações
Tira possui a seguinte cidade-gémea:
- Burg bei Magdeburg, Alemanha.